# Vòng loại Giải vô địch bóng đá thế giới 1970 – Khu vực châu Âu
Vòng loại Giải vô địch bóng đá thế giới 1970 – Khu vực châu Âu (UEFA) có sự tham gia của 29 đội tuyển quốc gia, cạnh tranh cho 8 suất tham dự vòng chung kết. Anh – với tư cách là đương kim vô địch thế giới – được đặc cách vào thẳng mà không cần thi đấu vòng loại. Quá trình vòng loại bắt đầu từ ngày 19 tháng 5 năm 1968 và kết thúc vào ngày 7 tháng 12 năm 1969.

## Thể thức
FIFA từ chối tiếp nhận đăng ký của Albania, trong khi Iceland và Malta không tham gia. 29 đội còn lại được bốc thăm chia vào 8 bảng đấu: 5 bảng gồm 4 đội và 3 bảng gồm 3 đội. Đội đứng đầu mỗi bảng giành quyền vào thẳng vòng chung kết.

## Bốc thăm
Lễ bốc thăm chia bảng vòng loại được tổ chức tại Casablanca vào ngày 1 tháng 2 năm 1968. Trong quá trình bốc thăm, các đội tuyển tham dự được chia vào 8 bảng, dựa trên việc phân loại hạt giống từ 4 nhóm.
| Pot A                                                          | Pot B                                                                   | Pot C                                                        | Pot D                                   |
| -------------------------------------------------------------- | ----------------------------------------------------------------------- | ------------------------------------------------------------ | --------------------------------------- |
| Bulgaria Pháp Hungary Ý Bồ Đào Nha Liên Xô Tây Ban Nha Tây Đức | Tiệp Khắc Đông Đức Hà Lan Bắc Ireland Scotland Thụy Điển Thụy Sĩ Nam Tư | Áo Bỉ Cộng hòa Ireland Na Uy Ba Lan România Thổ Nhĩ Kỳ Wales | Síp Đan Mạch Phần Lan Hy Lạp Luxembourg |

## Vòng bảng

### Bảng 1
| Hạng | Đội tuyển  | ST | T | H | B | BT | BB | HS | Điểm | Giành quyền tham dự |
| ---- | ---------- | -- | - | - | - | -- | -- | -- | ---- | ------------------- |
| 1    | România    | 6  | 3 | 2 | 1 | 7  | 6  | +1 | 8    | World Cup 1970      |
| 2    | Hy Lạp     | 6  | 2 | 3 | 1 | 13 | 9  | +4 | 7    |                     |
| 3    | Thụy Sĩ    | 6  | 2 | 1 | 3 | 5  | 8  | −3 | 5    |                     |
| 4    | Bồ Đào Nha | 6  | 1 | 2 | 3 | 8  | 10 | −2 | 4    |                     |

### Bảng 2
| Hạng | Đội tuyển        | ST | T | H | B | BT | BB | HS  | Điểm | Giành quyền tham dự |
| ---- | ---------------- | -- | - | - | - | -- | -- | --- | ---- | ------------------- |
| 1=   | Hungary          | 6  | 4 | 1 | 1 | 16 | 7  | +9  | 9    |                     |
| 1=   | Tiệp Khắc        | 6  | 4 | 1 | 1 | 12 | 6  | +6  | 9    |                     |
| 3    | Đan Mạch         | 6  | 2 | 1 | 3 | 6  | 10 | −4  | 5    |                     |
| 4    | Cộng hòa Ireland | 6  | 0 | 1 | 5 | 3  | 14 | −11 | 1    |                     |

Tiệp Khắc và Hungary kết thúc vòng bảng với cùng số điểm, do đó một trận play-off đã được tổ chức trên sân trung lập để xác định đội giành quyền tham dự vòng chung kết. Tiệp Khắc giành chiến thắng trong trận đấu này và đoạt vé đến World Cup.

### Bảng 3
| Hạng | Đội tuyển | ST | T | H | B | BT | BB | HS | Điểm | Giành quyền tham dự |
| ---- | --------- | -- | - | - | - | -- | -- | -- | ---- | ------------------- |
| 1    | Ý         | 4  | 3 | 1 | 0 | 10 | 3  | +7 | 7    | World Cup 1970      |
| 2    | Đông Đức  | 4  | 2 | 1 | 1 | 7  | 7  | 0  | 5    |                     |
| 3    | Wales     | 4  | 0 | 0 | 4 | 3  | 10 | −7 | 0    |                     |

### Bảng 4
| Hạng | Đội tuyển   | ST | T | H | B | BT | BB | HS  | Điểm | Giành quyền tham dự |
| ---- | ----------- | -- | - | - | - | -- | -- | --- | ---- | ------------------- |
| 1    | Liên Xô     | 4  | 3 | 1 | 0 | 8  | 1  | +7  | 7    | World Cup 1970      |
| 2    | Bắc Ireland | 4  | 2 | 1 | 1 | 7  | 3  | +4  | 5    |                     |
| 3    | Thổ Nhĩ Kỳ  | 4  | 0 | 0 | 4 | 2  | 13 | −11 | 0    |                     |

### Bảng 5
| Hạng | Đội tuyển | ST | T | H | B | BT | BB | HS | Điểm | Giành quyền tham dự |
| ---- | --------- | -- | - | - | - | -- | -- | -- | ---- | ------------------- |
| 1    | Thụy Điển | 4  | 3 | 0 | 1 | 12 | 5  | +7 | 6    | World Cup 1970      |
| 2    | Pháp      | 4  | 2 | 0 | 2 | 6  | 4  | +2 | 4    |                     |
| 3    | Na Uy     | 4  | 1 | 0 | 3 | 4  | 13 | −9 | 2    |                     |

### Bảng 6
| Hạng | Đội tuyển   | ST | T | H | B | BT | BB | HS  | Điểm | Giành quyền tham dự |
| ---- | ----------- | -- | - | - | - | -- | -- | --- | ---- | ------------------- |
| 1    | Bỉ          | 6  | 4 | 1 | 1 | 14 | 8  | +6  | 9    | World Cup 1970      |
| 2    | Nam Tư      | 6  | 3 | 1 | 2 | 19 | 7  | +12 | 7    |                     |
| 3    | Tây Ban Nha | 6  | 2 | 2 | 2 | 10 | 6  | +4  | 6    |                     |
| 4    | Phần Lan    | 6  | 1 | 0 | 5 | 6  | 28 | −22 | 2    |                     |

### Bảng 7
| Hạng | Đội tuyển | ST | T | H | B | BT | BB | HS  | Điểm | Giành quyền tham dự |
| ---- | --------- | -- | - | - | - | -- | -- | --- | ---- | ------------------- |
| 1    | Tây Đức   | 6  | 5 | 1 | 0 | 20 | 3  | +17 | 11   | World Cup 1970      |
| 2    | Scotland  | 6  | 3 | 1 | 2 | 18 | 7  | +11 | 7    |                     |
| 3    | Áo        | 6  | 3 | 0 | 3 | 12 | 7  | +5  | 6    |                     |
| 4    | Síp       | 6  | 0 | 0 | 6 | 2  | 35 | −33 | 0    |                     |

### Bảng 8
| Hạng | Đội tuyển  | ST | T | H | B | BT | BB | HS  | Điểm | Giành quyền tham dự |
| ---- | ---------- | -- | - | - | - | -- | -- | --- | ---- | ------------------- |
| 1    | Bulgaria   | 6  | 4 | 1 | 1 | 12 | 7  | +5  | 9    | World Cup 1970      |
| 2    | Ba Lan     | 6  | 4 | 0 | 2 | 19 | 8  | +11 | 8    |                     |
| 3    | Hà Lan     | 6  | 3 | 1 | 2 | 9  | 5  | +4  | 7    |                     |
| 4    | Luxembourg | 6  | 0 | 0 | 6 | 4  | 24 | −20 | 0    |                     |

## Cầu thủ ghi bàn
9 bàn thắng
- Gerd Müller

7 bàn thắng
- Luigi Riva
- Włodzimierz Lubański

6 bàn thắng
- Johan Devrindt
- Ferenc Bene
- Kazimierz Deyna
- Colin Stein
- Ove Kindvall

5 bàn thắng
- Erich Hof
- Odilon Polleunis
- Jozef Adamec

4 bàn thắng
- Helmut Redl
- Georgi Asparuhov
- Hristo Bonev
- Andrzej Jarosik
- Dragan Džajić

3 bàn thắng
- Karol Jokl
- Ole Sørensen
- Arto Tolsa
- Hervé Revelli
- Vasilis Botinos
- Giorgos Sideris
- Antal Dunai
- Ola Dybwad-Olsen
- Eusébio
- Florea Dumitrache
- Alan Gilzean
- José Eulogio Gárate
- Wolfgang Overath
- Vahidin Musemić
- Slaven Zambata

2 bàn thắng
- Wilfried Puis
- Dinko Dermendzhiev
- Vladimír Hagara
- Ladislav Kuna
- Andrej Kvašňák
- Wolfram Löwe
- Eberhard Vogel
- Tommy Lindholm
- Jean-Claude Bras
- Giorgos Dedes
- Lajos Kocsis
- Don Givens
- Sandro Mazzola
- Johny Léonard
- Theo Pahlplatz
- Terry Harkin
- Jacinto Santos
- Bobby Murdoch
- Kakhi Asatiani
- Volodymyr Muntyan
- Givi Nodia
- Amancio Amaro
- Bo Larsson
- Fritz Künzli
- Georges Vuilleumier
- Helmut Haller
- Josip Bukal
- Metodije Spasovski

1 bàn thắng
- Wilhelm Kreuz
- Helmut Siber
- August Starek
- Léon Semmeling
- Dimitar Penev
- Dimitar Yakimov
- Panicos Efthimiadis
- Nicos Kantzilieris
- Dušan Kabát
- František Veselý
- Bent Jensen
- Ulrik Le Fevre
- Ole Madsen
- Henning Frenzel
- Hans-Jürgen Kreische
- Peter Rock
- Turo Flink
- Jean Djorkaeff
- Mimis Domazos
- Kostas Elefterakis
- Giorgos Koudas
- Mimis Papaioannou
- Flórián Albert
- János Farkas
- László Fazekas
- Zoltán Halmosi
- Lajos Puskás
- Lajos Szűcs
- Eamonn Rogers
- Angelo Domenghini
- Josy Kirchens
- Paul Philipp
- Johan Cruyff
- Dick van Dijk
- Willem van Hanegem
- Wim Jansen
- Sjaak Roggeveen
- Wietse Veenstra
- Henk Wery
- George Best
- William Campbell
- Derek Dougan
- Eric McMordie
- Jimmy Nicholson
- Odd Iversen
- Bronisław Bula
- Jerzy Wilim
- José Augusto de Almeida
- Jacinto João
- Fernando Peres
- Emerich Dembrovschi
- Nicolae Dobrin
- Flavius Domide
- Billy Bremner
- Tommy Gemmell
- Eddie Gray
- Willie Henderson
- Jimmy Johnstone
- Denis Law
- Billy McNeill
- Anatoliy Byshovets
- Vitaly Khmelnitsky
- Juan Manuel Asensi
- Miguel Ángel Bustillo
- Pirri
- Joaquín Sierra
- Manuel Velázquez
- Leif Eriksson
- Ove Grahn
- Roland Grip
- Örjan Persson
- René-Pierre Quentin
- Ender Konca
- Ogün Altıparmak
- Mike England
- David Powell
- John Toshack
- Klaus Fichtel
- Sigfried Held
- Horst-Dieter Höttges
- Reinhard Libuda
- Max Lorenz
- Rudolf Belin
- Ivica Osim
- Miroslav Pavlović
- Denijal Pirić
- Edin Sprečo

1 bàn phản lưới nhà
- Johann Eigenstiller (trong trận gặp Tây Đức)
- José Augusto Torres (trong trận gặp Hy Lạp)
- Bruno Michaud (trong trận gặp Romania)